# Ranger (Georgia)
Ranger es un pueblo ubicado en el condado de Gordon en el estado estadounidense de Georgia. En el censo de 2000, su población era de 85.

## Demografía
En el 2000 la renta per cápita promedia del hogar era de $26,875, y el ingreso promedio para una familia era de $33,750. El ingreso per cápita para la localidad era de $15,224. Los hombres tenían un ingreso per cápita de $30,000 contra $23,750 para las mujeres.

## Geografía
Ranger se encuentra ubicado en las coordenadas 34°30′1″N 84°42′41″O / 34.50028, -84.71139 (34.500175, -84.711392).
Según la Oficina del Censo, la localidad tiene un área total de 2,1 km² (0,8 mi²), de la cual 2,1 km² (0,8 mi²) es tierra y 0 km² (0 mi²) (0.00%) es agua.